# Polyura athamas
Espèce
Polyura athamas est une espèce de lépidoptères (papillons) de la famille des Nymphalidae et de la sous-famille des Charaxinae. 

## Description
Polyura athamas est un papillon d'une envergure de 64 mm à 85 mm au bord externe des ailes antérieures concave et aux ailes postérieures munies de deux courtes queues. Les ailes sont de couleur marron avec une large bande jaune pâle qui laisse une large bordure marron de la base, du bord costal et du bord externe des ailes antérieures, de la base, du bord interne et de bord externe des ailes postérieures.

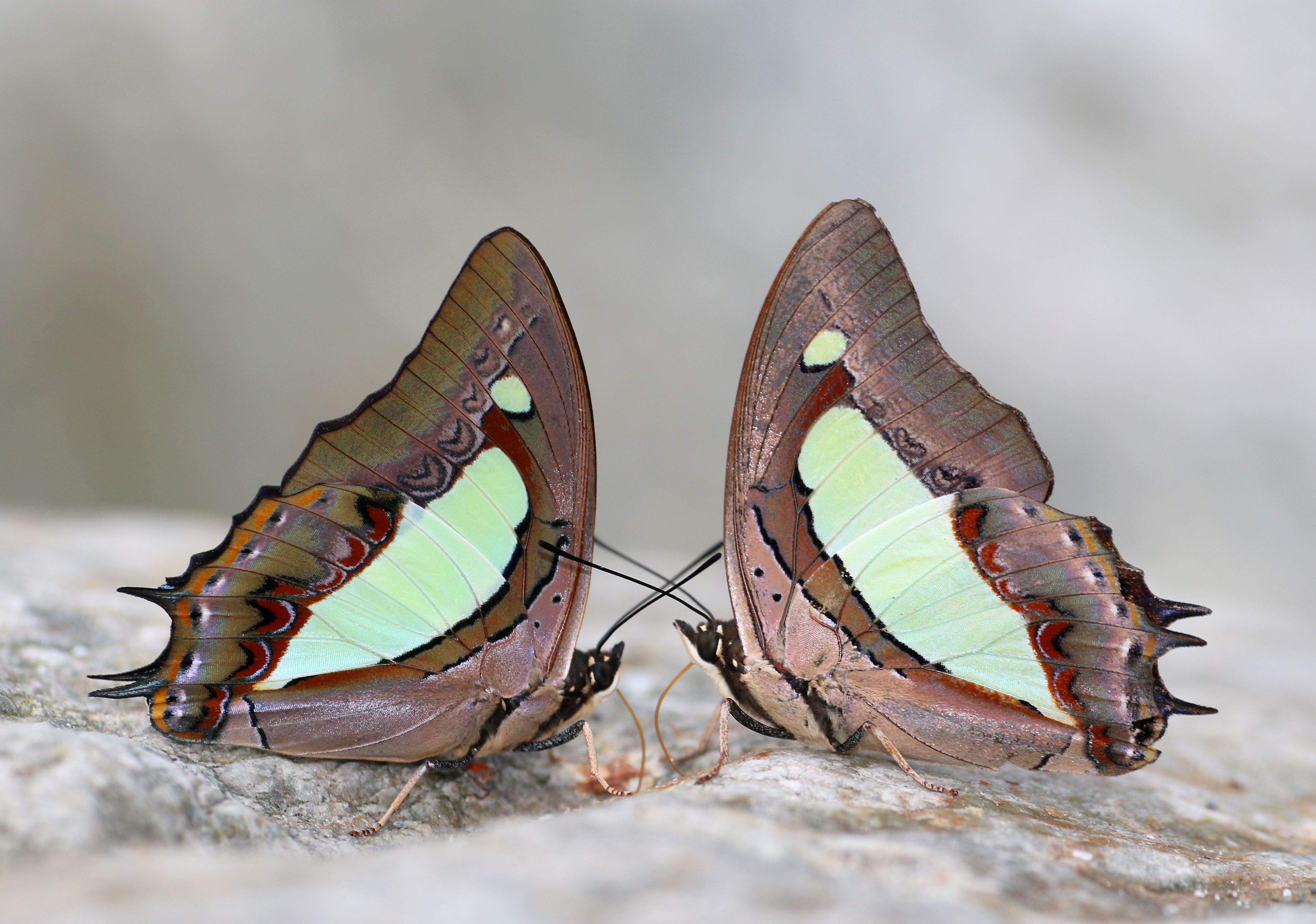
Mud-puddling de deux Polyura athamas
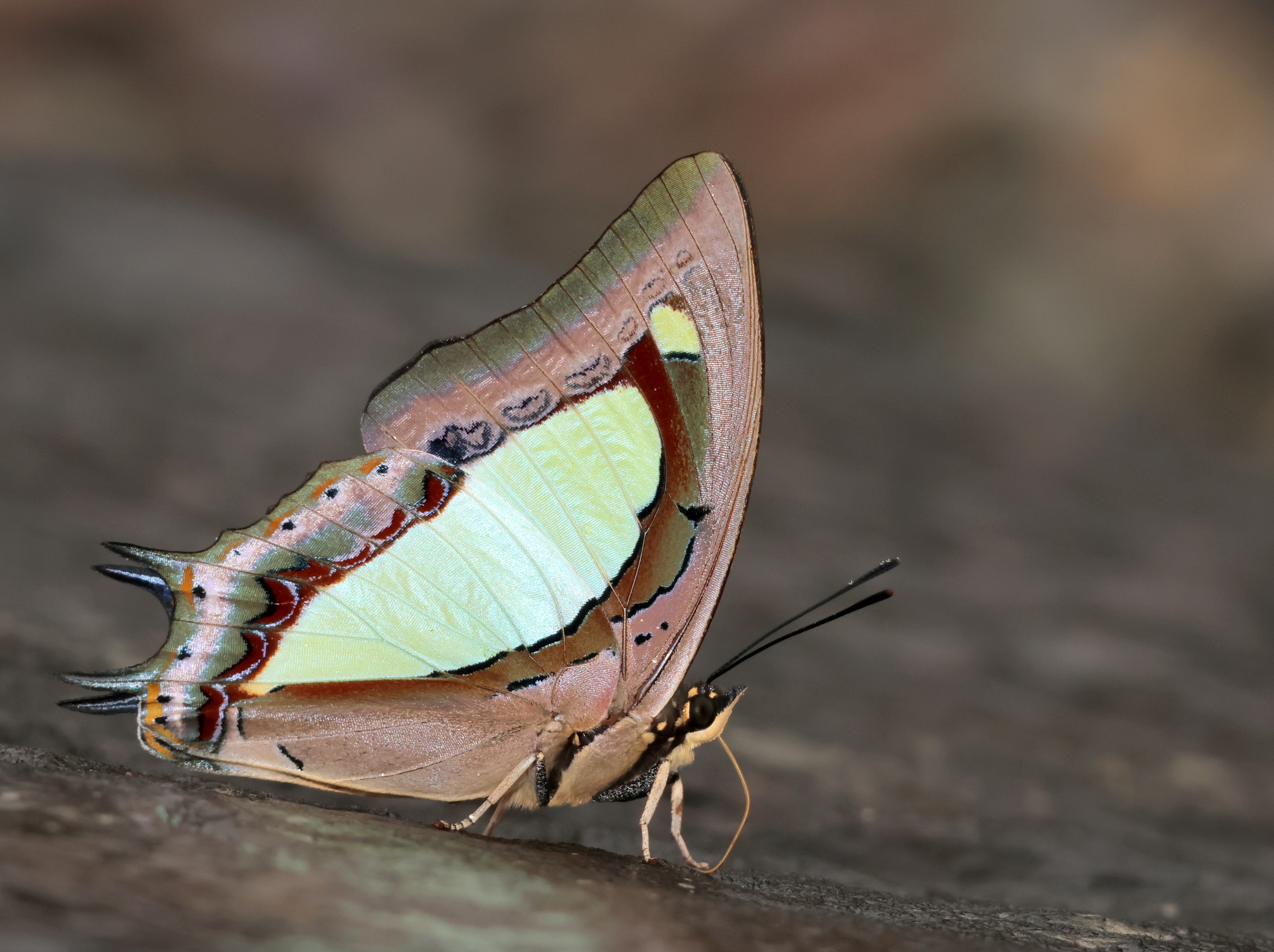

### Chenille

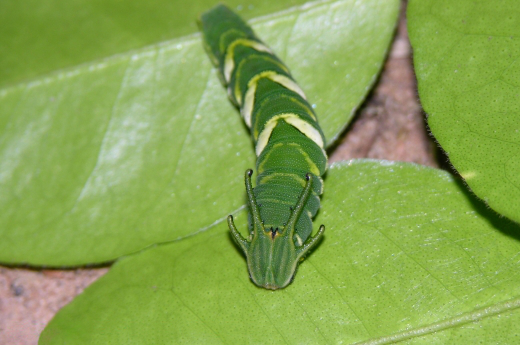
La chenille de Polyura athamas
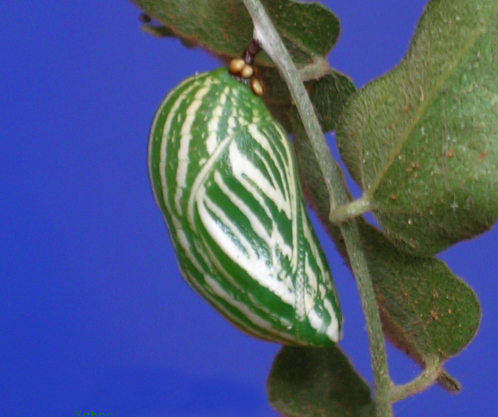
Chrysalide

## Biologie

### Plantes hôtes
Les plantes hôtes de sa chenille sont des Acacia, Caesalpinia, Poinciana, Abarema clypearia, Albizia lebbeck et Leucaena leucocephala.

## Écologie et distribution
Il est présent au Tibet, en Chine, à Taïwan, dans le sud de l'Inde, en Birmanie, en Thaïlande, au Viet-Nam, au Laos, au Sri Lanka, en Malaisie, aux Philippines, à Bornéo, à Java, à Sumatra, à Timor et aux Sulawesi ,.

### Biotope
Polyura athamas réside dans la forêt et les femelles ne sont vues que très rarement car restent dans la canopée.

## Systématique
Polyura athamas  a été décrit par le naturaliste Dru Drury en 1867, sous le nom initial de Papilio athamas.

### Synonymie
- Papilio athamas protonyme
- Eulepis athamas (Rothschild & Jordan, 1898)[4]

### Taxinomie
Liste des sous-espèces
- Polyura athamas athamas

Synonymie pour cette sous-espèce
Charaxes samatha (Moore, 1879)
Charaxes hamasta (Moore, 1882)
Eulepis athamas athamas f. temp. athamas (Rothschild & Jordan, 1898)
Eulepis athamas athamas f. temp. hamasta (Rothschild & Jordan, 1898)
Eulepis athamas athamas (Rothschild & Jordan, 1898)
Les larves se nourrissent des genres  : Albizia, Grewia, Caesalpinia, et Acacia
- Polyura athamas attalus (C. & R. Felder, 1867)[11]
- Polyura athamas bharata (C. & R. Felder, 1867)
- Polyura athamas agrarius (Swinhoe, 1887)[12]
- Polyura athamas sumbaensis (Swinhoe, 1897)[13]
- Polyura athamas madeus (Rothschild, 1899)[14]
- Polyura athamas uraeus (Rothschild, 1899)[15]
- Polyura athamas palawanicus (Rothschild, 1899)[16]
- Polyura athamas acutus (Rothschild, 1899)
- Polyura athamas andamanicus (Fruhstorfer, 1906)[17]
- Polyura athamas faliscus (Fruhstorfer, 1913)[18]
- Polyura athamas menaius (Fruhstorfer, 1913)[19]
- Polyura athamas stratiocus (Fruhstorfer, 1913)
- Polyura athamas kannegieteri (Lathy, 1913)[20]
- Polyura athamas dexippus (Fruhstorfer, 1914)[21]
- Polyura athamas pierpesianus (Martin, 1924)[22]

### Noms vernaculaires
Polyura athamas se nomme Common Nawab en anglais.

## Polyura athamaset l'Homme

### Protection
Pas de statut de protection particulier.